# جيحان
جيهان (بالتركية: Ceyhan)‏ هي أحد المدن التابعة لمنطقة أضنة في تركيا واحد الموانئ المهمة على البحر المتوسط. يقدر عدد سكانها بحوالي 178000 نسمة.
وهي مسماة على اسم النهر الشهير الذي يمر فيها وهو نهر جيحان أحد الأنهار التي يعتقد المسلمون أنها من الجنة.
عن أبي هريرة -رضي الله عنه- قال: قال رسول الله -صلى الله عليه وسلم-: "سيحان وجيحان والفرات والنيل كل من أنهار الجنة"
صحيح مسلم (2839)

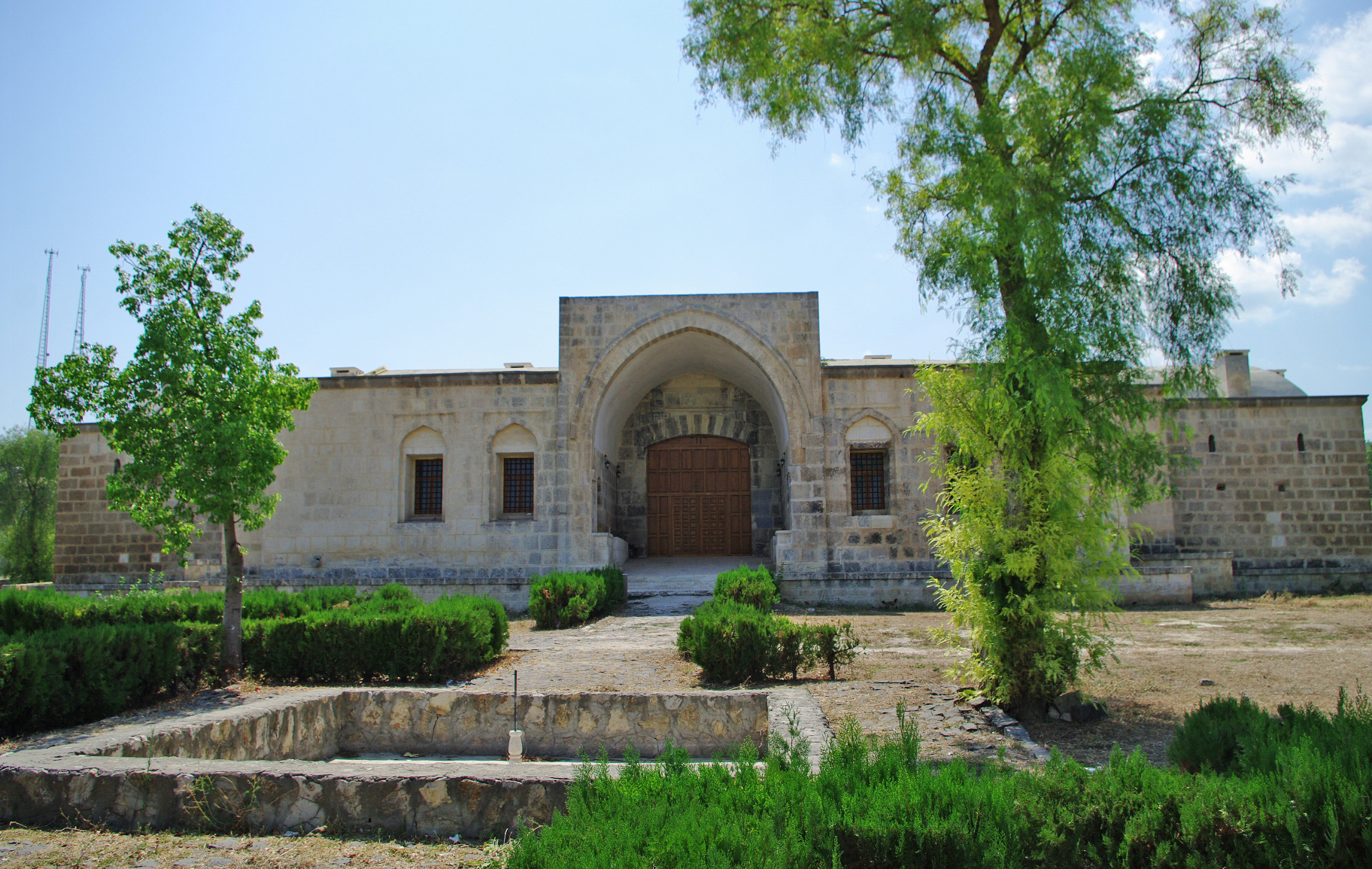
بيت عثماني متنقل في مدينة جيحان اضنة،1659

تعتبر جيحان المحطة النهائية لخط انابيب النفط الممتدة من حقول نفط كركوك في العراق وحقول نفط باكو في أذربيجان.

## توأمة
لجيحان اتفاقيات توأمة مع:
- سومقاييت

## أعلام
- أورخان كمال
- لالي ساري إبراهيم أوغلو
- فيغين يوكسيكداغ